# Jeunesse agricole catholique
 (janvier 2017).
Si vous disposez d'ouvrages ou d'articles de référence ou si vous connaissez des sites web de qualité traitant du thème abordé ici, merci de compléter l'article en donnant les références utiles à sa vérifiabilité et en les liant à la section « Notes et références ».
Pour les articles homonymes, voir JAC.
La Jeunesse agricole catholique (JAC), parfois appelée par erreur Jeunesse agricole chrétienne, puis Mouvement rural de jeunesse chrétienne (MRJC) est un mouvement français d'Action catholique qui fut créé en novembre 1929 par l'abbé Jacques Charles du diocèse de Nancy-Toul. Il va l'appeler JAC (Jeunesse agricole catholique), en jeu de mots avec son nom propre Jacques. L'abbé Jacques va se dépenser sans compter pour cette jeunesse agricole qui lui est contemporaine : il s'entoure de jeunes et de prêtres, notamment Jacques Ferté, le R.P. Alfred Foreau et Robert Gravier.

## De 1929 à la veille de la Seconde Guerre mondiale
La JAC fut fondée sur l'initiative de l'ACJF, soutenue notamment par l'Union catholique de la France agricole (fondée en 1917).
Les fondateurs de la JAC avaient pour but d'évangéliser les campagnes et d'améliorer les conditions de vie des jeunes paysans. En effet à cette époque, même si l'on est en pleine révolution industrielle et que les campagnes en profitent partiellement, le travail des champs ainsi que les conditions de vie dans le monde rural restent très durs. Les outils de ces militants sont alors l'enseignement agricole par correspondance et l'ACJF (Association catholique de la jeunesse française), existant depuis 1886,.
Enfin, comme beaucoup d'associations de jeunesse catholique (comme les scouts), la JAC n'était pas mixte à cette époque. C'est pourquoi la JACF (1933), fondée peu de temps après, poursuivit une action similaire auprès des jeunes filles.

## Après la Seconde Guerre mondiale
Sensible à la priorité de l'époque qui est de nourrir le pays (qui subit encore le rationnement), la JAC se mobilise pour l'augmentation de la production agricole française. Elle mise alors sur les nouvelles techniques de production (la mécanisation, les engrais et autres progrès).
La JAC permet aussi aux agriculteurs d'organiser la profession et ce par les organismes de gestion, coopératives, mutuelles et syndicats agricoles, etc. Les jeunes paysans prennent alors de grandes responsabilités et en 1960 l’écrasante majorité des responsables agricoles français et des élus ruraux est issue de la JAC/F.

## Les années 1960 et la fin de la JAC
En 1960, les agriculteurs se trouvent numériquement minoritaires du fait de l'évolution des catégories socio-professionnelles. De nouveaux problèmes sont à l'ordre du jour : surproduction, exode rural massif, désertification, croissance de l’intérêt accordé au profit, etc. La JAC doit se réorganiser : en 1965, la JAC se fond dans le MRJC (mouvement rural de jeunesse chrétienne) qui voit le jour.